# Chironia linoides
Chironia linoides är en gentianaväxtart. Chironia linoides ingår i släktet Chironia och familjen gentianaväxter.

## Underarter
Arten delas in i följande underarter:
- C. l. emarginata
- C. l. linoides
- C. l. macrocalyx
- C. l. nana